# 1994 في تشيلي
فيما يلي قوائم الأحداث التي وقعت خلال عام 1994 في تشيلي.

## سياسة

### تعيين في المنصب
- 11 مارس – إدواردو فراي رويز تاجل رئيس تشيلي.
- 11 مارس – ريكاردو لاغوس Ministry of Public Works (Chile) [الإنجليزية]‏.

### انتهاء فترة المنصب
- 11 مارس – إدواردو فراي رويز تاجل عضو مجلس الشيوخ من شيلي.
- 11 مارس – باتريسيو أيلوين رئيس تشيلي.

## مواليد

### مارس
- 24 مارس – باولو دياز لاعب كرة قدم تشيلي.

### أبريل
- 13 أبريل – انجيلو هنريكيز لاعب كرة قدم تشيلي.

### أغسطس
- 5 أغسطس – أنجلو ساغال لاعب كرة قدم تشيلي.
- 5 أغسطس – مارتن رودريغيز لاعب كرة قدم تشيلي.

## وفيات

### أغسطس
- 21 أغسطس – أنيتا ليزانا (مواليد 1915) لاعبة كرة مضرب تشيلية.